# Beştalı (Salyan)
Beştalı è un comune dell'Azerbaigian situato nel distretto di Salyan. Conta una popolazione di 520 abitanti.